# William Henry Ellis
William Henry Ellis (también conocido como Guillermo Enrique Eliseo; Victoria, 15 de junio de 1864-Ciudad de México, 24 de septiembre de 1923) fue un empresario estadounidense.

## Biografía

### Primeros años
Ellis nació el 15 de junio de 1864, en Victoria, Texas, de Charles Ellis y Margaret Nelson Ellis, antiguos esclavos. Más tarde afirmó que sus padres eran cubanos o mexicanos, en lugar de africanos, y se autodenominó "Guillermo Enrique Eliseo". Ellis hablaba español con fluidez. Primero trabajó en un rancho, ayudó en el comercio de cuero y luego en la inspección de aduanas, el comercio de ganado y el cultivo de algodón.

### Carrera
En 1888 comenzó a criar ganado en México. A finales del siglo XIX fue miembro del Partido Republicano, apoyando particularmente a Norris Wright Cuney. Ellis también se hizo cercano a Henry McNeal Turner. Tanto Turner como Cuney apoyaron el movimiento de regreso a África, mientras que Ellis apoyó la colonización de afroestadounidenses en América Latina, específicamente en México. Mientras vivía en San Antonio, Ellis se hizo conocido como un defensor de la representación negra en la política de Texas.
Después de esto se involucró en un intento de crear una colonia de negros del sur de Estados Unidos en México. El presidente del país, Porfirio Díaz, aprobó el plan en 1888 y concedió a Ellis unas tierras. En 1894 se firmó un acuerdo de financiación y Ellis acordó proporcionar hasta 20.000 negros como trabajadores en el municipio de Tlahualilo. Ellis contrató a R. A. “Pegleg” Williams, y en 1895, 816 emigrantes fueron trasladados desde Alabama. Aunque algunas fuentes dicen que este fue el único viaje, otras mencionan que hubo al menos 2.000 emigrantes. La prensa sureña criticó a la colonia y reportó malas condiciones de vida. Después de una investigación, se descubrió que las condiciones eran malas, pero no tan malas como se había informado. La colonia fracasó y el gobierno federal de los Estados Unidos financió el regreso de todas las familias involucradas. Ellis se involucró en el negocio de corretaje, dirigiendo una compañía de agua que abastecía al Bronx y estaba valuada en $10,000,000. Eventualmente vendió esto a la ciudad de Nueva York.
En 1904, Ellis buscó convertirse en el rey del Imperio etíope, en lo que más tarde se conoció como el "asunto de Abisinia". Trabajó con el Departamento de Estado de Estados Unidos, concretamente con Robert Peet Skinner, para realizar un tratado entre Menelik II y Estados Unidos. Después de que Frederick Kent Loomis, uno de los colaboradores de Ellis, desapareciera, Ellis llevó el tratado a Menelik y fue nombrado duque del reino. El tratado en sí fue descrito por el Handbook of Texas como la creación de "un ímpetu para forjar una relación oficial entre los dos países". Regresó a los Estados Unidos en 1904, viviendo en Mount Vernon, Nueva York. Ellis también compró un asiento en la Bolsa de Nueva York y participó en organizaciones como el Museo Metropolitano de Arte.

### Vida personal
Se casó con Ida Lefferts Sherwood en 1903; los dos tuvieron cuatro hijos.

### Fallecimiento y legado
Falleció el 24 de septiembre de 1923 en Ciudad de México.
En 2016, Karl Jacoby escribió The Strange Career of William Ellis: The Texas Slave Who Became a Mexican Millionaire. En 2019 , Phillip Rodriguez anunció que haría un documental basado en el libro.